# Liste der Kulturdenkmäler in Bortshausen
Die folgende Liste enthält die in der Denkmaltopographie ausgewiesenen Kulturdenkmäler auf dem Gebiet des Ortsteils Bortshausen der  Stadt Marburg, Landkreis Marburg-Biedenkopf, Hessen.
Hinweis: Die Reihenfolge der Denkmäler in dieser Liste orientiert sich an der Anschrift, alternativ ist sie auch nach der Bezeichnung oder der Bauzeit sortierbar.
Kulturdenkmäler werden fortlaufend im Denkmalverzeichnis des Landes Hessen durch das Landesamt für Denkmalpflege Hessen auf Basis des Hessischen Denkmalschutzgesetzes (HDSchG) geführt. Die Schutzwürdigkeit eines Kulturdenkmals hängt nicht von der Eintragung in das Denkmalverzeichnis des Landes Hessen oder der Veröffentlichung in der Denkmaltopographie ab.

## Kulturdenkmäler
| Bild            | Bezeichnung                        | Lage                                                                                      | Beschreibung | Bauzeit     | Objekt-Nr. |
| --------------- | ---------------------------------- | ----------------------------------------------------------------------------------------- | --- | ----------- | ---------- |
| Bild gesucht BW | Gesamtanlage historischer Ortskern | Am Marktpfad, Bodenfeldstraße, Ebsdorfer Straße, Hachborner Straße, Zum Heiligenberg Lage | |             |            |
| weitere Bilder  | Evangelische Kirche                | Bodenfeldstraße 1 LageFlur: 3, Flurstück: 69/1                                            | Chorturmkirche aus unverputztem Bruchsteinmauerwerk, Turm 1432 in Fachwerkweise aufgestockt, Schiff 1894 westlich erweitert, neugotische Maßwerkfenster | 13./14. Jh. |            |
| Bild gesucht BW | Vierseitige Hofanlage              | Bodenfeldstraße 2 LageFlur: 3, Flurstück: 31/1                                            | | Ab 1787     |            |
| Bild gesucht BW | Vierseitige Hofanlage              | Bodenfeldstraße 5 LageFlur: 3, Flurstück: 65/3, 65/4                                      | | Ab 1836     |            |
| Bild gesucht BW | Hakenhof                           | Bodenfeldstraße 8 LageFlur: 3, Flurstück: 35                                              | | 18./19. Jh. |            |
| Bild gesucht BW | Hakenhof                           | Bodenfeldstraße 10 LageFlur: 3, Flurstück: 36                                             | | 17.–19. Jh. |            |
| Bild gesucht BW | Vierseitige Hofanlage              | Bodenfeldstraße 12 LageFlur: 3, Flurstück: 28, 29, 30                                     | | 19./20. Jh. |            |
| Bild gesucht BW | Vierseitige Hofanlage              | Ebsdorfer Straße 6 LageFlur: 3, Flurstück: 70/1                                           | | 19. Jh.     |            |
| Bild gesucht BW | Vierseitige Hofanlage              | Ebsdorfer Straße 10 LageFlur: 3, Flurstück: 3                                             | | 19. Jh.     |            |
| Bild gesucht BW | Scheune                            | Ebsdorfer Straße 12 LageFlur: 3, Flurstück: 5/2                                           | | 19. Jh.     |            |